# Masacre de Ibarlucea
Se conoce como Masacre de Ibarlucea a los hechos ocurridos el 18 de diciembre de 1976 en la localidad de Ibarlucea, provincia de Santa Fe, en los que fueron asesinados seis jóvenes militantes políticos a manos de un grupo de policías rosarinos a las órdenes del comandante Agustín Feced. Los hechos sucedieron en el marco del terrorismo de Estado en Argentina en las décadas de 1970 y 1980.
La ejecución fue informada como un «enfrentamiento» fraguado en esa localidad cercana a Rosario. Los seis militantes habían sido secuestrados en los días previos en diferentes operativos y llevados al centro clandestino de detención El Pozo.
Un policía que trabajaba allí fue testigo de la detención ilegal y de la presencia de Feced, que comandaba el asesinato y el intento de encubrimiento.
Este hecho tuvo similares características al fusilamiento perpetrado contra los militantes montoneros en Los Surgentes y las Masacres del Pasaje Marchena y la de Ayolas y Cafferata, en Rosario.

## Víctimas
- Carlos Maximiliano Aguirre: (La Plata, 24 de abril de 1952 - Ibarlucea 18 de diciembre de 1976, 24 años). Empleado público, estudiante de Periodismo en la Universidad Nacional de La Plata.[4] Secuestrado el 1 de diciembre de 1976 en Rosario, presumiblemente en la vía pública.[5]

- Alberto Cristian Azam: (Rosario, 2 de diciembre de 1956 - Ibarlucea 18 de diciembre de 1976, 20 años).[6] Secuestrado el 16 de diciembre.[5] Militó en la UES, Juventud Universitaria Peronista (JUP) y Montoneros. Estudiante de Humanidades en la Universidad Nacional de Rosario.[7]

- Nora Elma Larrosa: (Rosario, 5 de septiembre de 1950 - Ibarlucea 18 de diciembre de 1976, 26 años) Secuestrada el 15 de diciembre en un establecimiento público en la localidad de Arroyito.[8]

- Horacio Humberto Melilli: (Villa Constitución, 11 de febrero de 1953 - Ibarlucea 18 de diciembre de 1976, 23 años). Secuestrado en su lugar de trabajo el 16 de noviembre de 1976.[8]

- Segundo Severino Núñez[9]

- Rodolfo Raúl Segarra: (Rosario, 25 de mayo de 1957 - Ibarlucea 18 de diciembre de 1976, 19 años).[10] Estudiante. Militaba en la Unión de Estudiantes Secundarios (UES), en la Escuela Superior de Comercio de Rosario y luego en Montoneros, cuando estudiaba Humanidades en la Universidad Nacional de Rosario.[11] Secuestrado el 16 de diciembre de 1976 en la ciudad de Rosario.[8]

## Causa
En 2002, 12 represores miembros de la llamada «Patota de Feced» fueron imputados por delitos de lesa humanidad cometidos en distintos operativos, entre ellos, la Masacre de Ibarlucea.